# Slim (bédéiste)
Pour les articles homonymes, voir Slim.
 (février 2013).
Si vous disposez d'ouvrages ou d'articles de référence ou si vous connaissez des sites web de qualité traitant du thème abordé ici, merci de compléter l'article en donnant les références utiles à sa vérifiabilité et en les liant à la section « Notes et références ».
Slim, de son vrai nom Menouar Merabtène, né le 15 décembre 1945 à Sidi Ali Benyoub, près de Sidi-bel-Abbès, dans l'ouest de l'Algérie, est un dessinateur de presse et auteur de bandes dessinées.

## Biographie
Auteur de nombreux albums de BD distribués en Algérie et en France, Slim collabore avec divers journaux et magazines internationaux, L'Humanité de 1995 à 1997. Il participe également à des missions pour la FAO (Food and Agriculture Organization) en Égypte et en Tchécoslovaquie.
En 2009, lors de la 2e édition du Festival International de la Bande Dessinée d'Alger (FIBDA), un hommage officiel lui a été rendu reconnaissant son œuvre et sa contribution au patrimoine culturel de l'Algérie. Wolinski dira de lui : « si vous voulez connaître l'Algérie, lisez les albums de Slim ».
Slim collabore de temps à autre avec Le Soir d'Algérie, quotidien francophone algérien.
Slim est poussé comme tant d'autres à quitter l'Algérie et à s'installer en France où il continuera à produire des albums.

## Personnages
Bouzid, Zina et le Gatt M’digouti ont été créés en 1964 et 1967 à Alger. Il y a aussi le fidèle ami de Bouzid, Amezian de Tizi Ouzou. Il y a également l'ennemi de Bouzid, le méchant Sid Essadik. Autre personnage, créé plus tard, Milooda (parue dans Femmes du Maroc).

## Albums
- Moustache et les frères Belgacem, 1968
- Zid Ya Bouzid, 1969
- Oued Side Story, 1970
- Do Ré Mi Fakou !, 1971
- Taoura, Taoura..., 1973
- La grande Kechfa, 1973
- Chkoune kidnapali Zina Diali, 1974
- Les Pénuristes, 1974
- Il était une fois Rien, 1983
- L'affaire des "Jil", 1985
- Il était une fois Rien II, 1986
- Bouzid à Paris, 1987
- Dessins de presse, 1989
- La boîte à chique, 1989
- Bouzid et le vote, 1991
- Le monde merveilleux des Barbus, Soleil, 1995
- Aïnterdit, 1996
- Retour d'Ahuristan, 1997
- Walou à l’horizon, 2003
- L'Algérie comme si vous y étiez, préface de Yasmina Khadra, 2010
- Avant c'était mieux, préface de Ameziane Ferhani, 2011
- Tout va bian, 2012
- DZ2 Le Mur, 2014
- Bouzid président 2016
- Bad News 2018
- Bouzid Président (édition Maroc)

### Filmographie
- 2014 : Caricaturistes, fantassins de la démocratie film documentaire français.